# 宮古港インターチェンジ
宮古港インターチェンジ（みやここうインターチェンジ）は岩手県宮古市藤原にある国道106号宮古西道路のインターチェンジ (IC) である。

## 歴史
- 2020年（令和2年）7月12日：宮古港IC - 宮古中央IC間が開通[3]。

## 道路

### 本線
- 国道106号宮古西道路

### 接続する道路
- 直接接続
  - 国道45号

## 料金所
無料区間のため、設置されていない。

## 隣
宮古西道路
宮古港IC - 宮古中央IC

## 周辺
- 三陸鉄道リアス線 磯鶏駅
- 宮古港フェリーターミナル